# أبقراطية صغيرة الزهر
أبقراطية صغيرة الزهر (الاسم العلمي: Hippocratea micrantha) هي نوع من النباتات يتبع جنس الأبقراطية من الفصيلة الحرابية.